# František Bartoň (voják)
František Bartoň (14. srpna 1914, Mořkov, Rakousko-Uhersko – 6. října 1939, Chartres, Francie) byl český vojenský letec s hodností četaře.

## Život
Narodil se v Mořkově číslo popisné 79. Mezi roky 1934 a 1936 absolvoval výcvik ve Škole pro odborný dorost letectva při prostějovském Vojenském leteckém učilišti. V létě roku 1939 odešel z Československa, aby mohl bojovat s nacisty. Po jeho emigraci porodila jeho partnerka syna Jiřího, kterého František Bartoň nikdy neviděl.
Po odchodu z vlasti se František Bartoň dostal do Francie, kde působil na letecké základně v Chartres. Dorazil na ni 11. září 1939. Dne 6. října 1939 absolvoval cvičný let na stroji Curtiss Hawk H-75C.1. Když se vracel na základnu, ztratil jeho letoun v cca 9.45 hodin rychlost a přešel do vývrtky, kterou již nestačil vybrat. Po dopadu na zem letadlo explodovalo a jeho pilot byl na místě mrtev. Mezi svědky nešťastné události patřili čeští letci Václav Cukr, jenž byl ten den do Chartres převelen, nebo Jan Klán.
Pohřeb se uskutečnil ráno 9. října 1939 a tělo zemřelého bylo s vojenskými poctami za účasti jak ostatních vojáků, tak místních obyvatel uloženo do hrobu číslo 58-35-2-3 na městském hřbitově v Chartres. První věnec společně nesli desátník Jiří Řezníček a četař Vladimír Vašek. V roce 1963 byly Bartoňovy ostatky exhumovány a přeneseny na československý vojenský hřbitov La Targette do hrobu označeného B-02, 143.

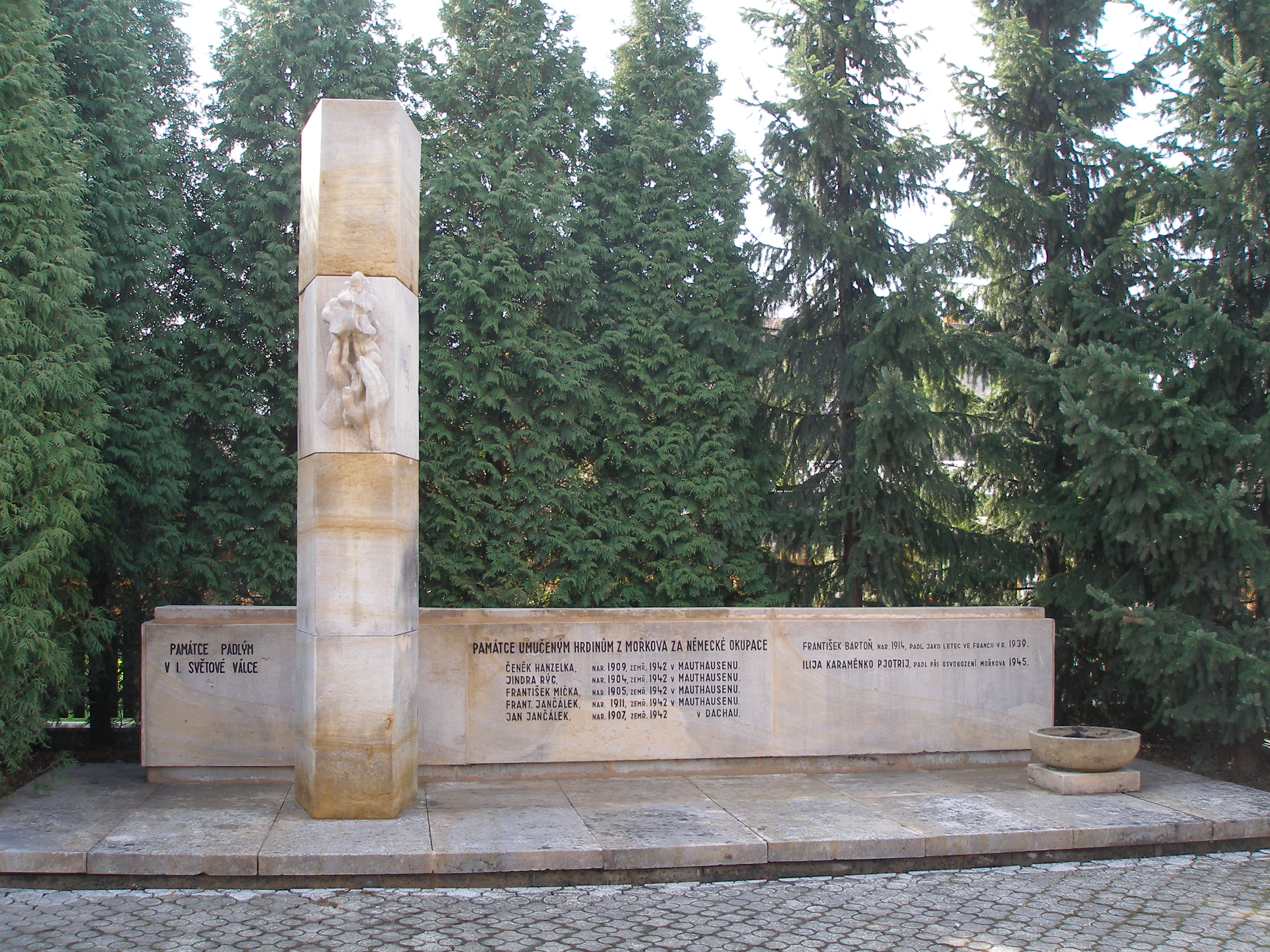
Památník padlým v Mořkově

Po smrti byl Bartoň povýšen do hodnosti plukovníka. Po druhé světové válce odhalili místní v jeho rodné obci v sousedství evangelické modlitebny památník obětem této světové války. Mezi uvedenými jmény však zmínka o Bartoňovi chyběla. Jeho jméno mohlo být z politických důvodů na památníku uvedeno až po sametové revoluci v roce 1989. Dle jiných zdrojů se Bartoňovo jméno na památníku objevilo ještě před rokem 1989, kdy ho tam nechal dopsat tehdejší předseda národního výboru Antonín Křenek.
Dne 6. května 2011 byl v Příboře odhalen Památník československého letectvu upomínající na 41 letců z 22 okolních obcí Moravskoslezského kraje, kteří zahynuli během druhé světové války. Je na něm uvedeno i Bartoňovo jméno.